# Stazione di Carlisle
La stazione di Carlisle (in inglese Carlisle railway station) è la principale stazione ferroviaria di Carlisle, in Inghilterra.